# Serpula lacrymans
Serpula lacrymans (Franz Xaver von Wulfen, 1781 ex Joseph Schröter, 1888), sin. Merulius lacrymans (Franz Xavier von Wulfen, 1781 ex Heinrich Christian Friedrich Schumacher, 1803), este o specie saprofită de ciuperci necomestibile din încrengătura Basidiomycota în familia Serpulaceae și de genul Serpula, numită în popor burete de casă sau ciupercă de pivniță, este o dăunătoare signifiantă de lemn mort care pricinuiește pagube enorme în toată lumea,  provocând putregaiul brun (caracterizat prin închiderea la culoare a lemnului atacat). Ea se dezvoltă mai rar în păduri, ci în primul rând pe lemnul din construcții umed, în special pe cel de rășinoase și de fag (în măsură mai mică pe cel de stejar), dar și pe alte materialii care conțin celuloză, uneori putând cauza chiar prăbușirea caselor. La destulă umezeală și temperaturi sub 50 °C crește peste tot anul.

## Descriere

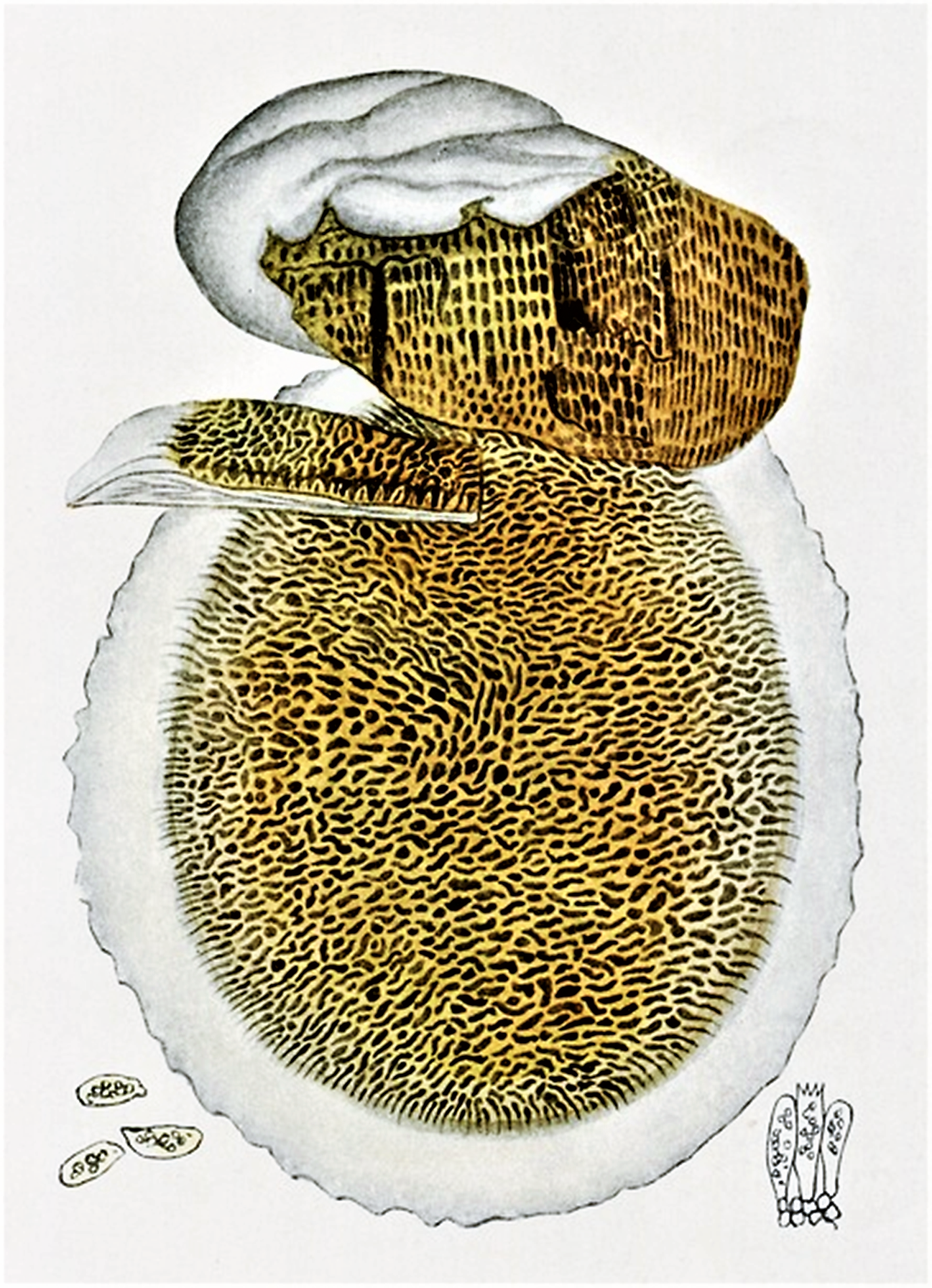
Bres.: M. lacrimans

- Corpul fructifer: se dezvolta foarte rapid. Apariția unei rețele de fire gri, asemănătoare unei pânze de păianjen, la suprafața lemnului semnalează deja afectarea respectivei esențe lemnoase. La început alb, rotund, pufos și de aproximativ 1 cm grosime, capătă apoi forme diferite, adesea de paletă (rar în formă de consolă) cu aspect radial-fibros, întinse pe substrat cu o suprafață de peste un metru pătrat chiar până la 4,5 m în diametru). Marginea sterilă a fructificației este lânoasă, având un colorit alb sau gălbui-deschis, la bătrânețe gri sau brun, iar mijlocul este ocupat de un strat fructifer brun-gălbui până ruginiu.
- Himenoforul: această parte centrală a ciupercii este verucoasă, mamelonară, cu încrețituri alveolare de forma unor pori mai largi, amintind de un labirint, purtând proaspăt multe picături de apă (lacrimi). Culoarea este galben-ruginie.
- Carnea: este cărnoase, moale (buretoasă) și relativ ușor de desprins de suport. Mirosul este dezgustător mucegăios.
- Caracteristici microscopice: are spori de un ocru viu până brun-gălbui, elipsoidali, netezi, câteodată prevăzuți cu picături mici Mărimea lor este de 9-10 x 5-6 microni. Masa sporiferă este evidentă, sub formă de praf de culoare brună.[3][4]

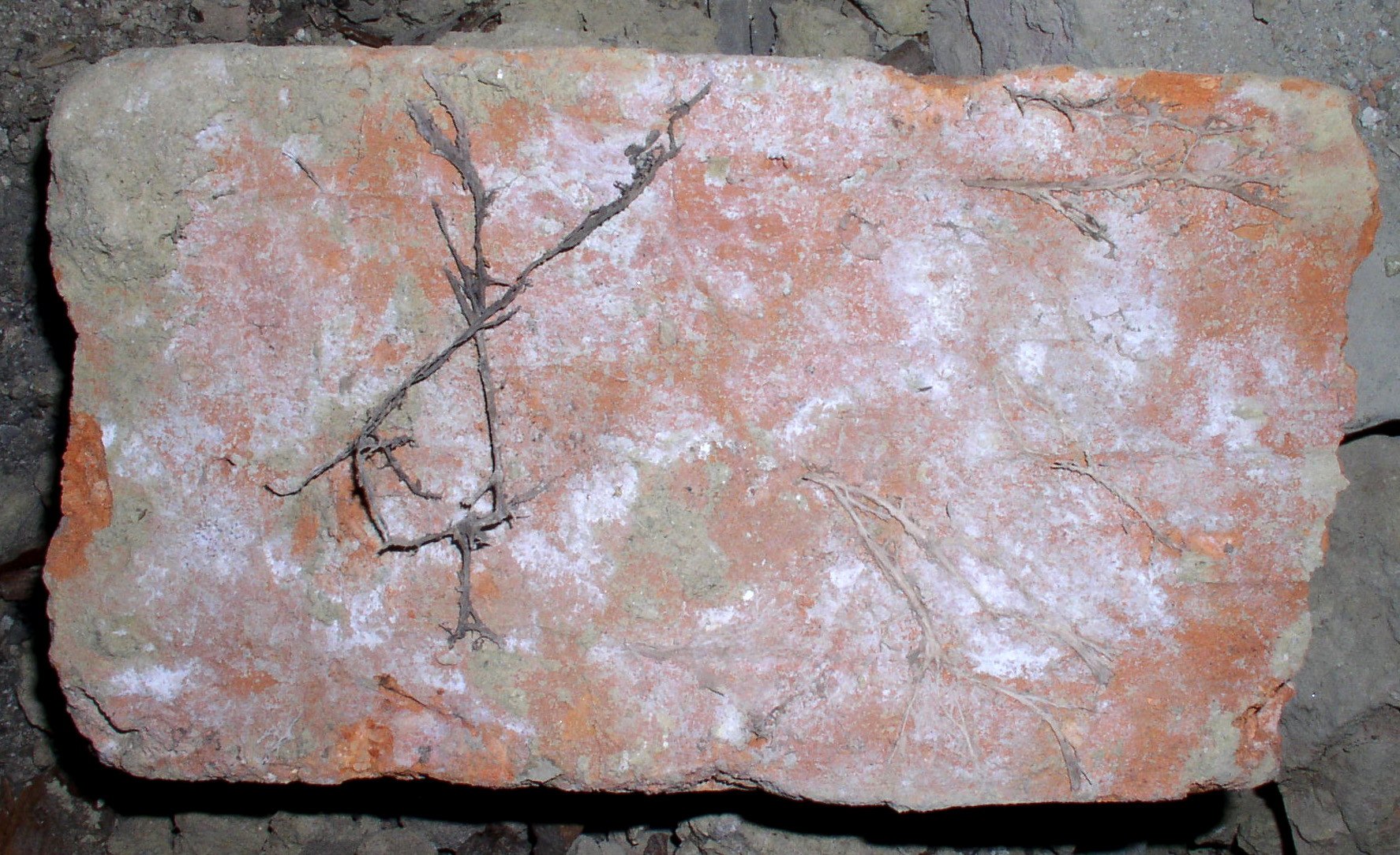
S. lacrymans, miceliu
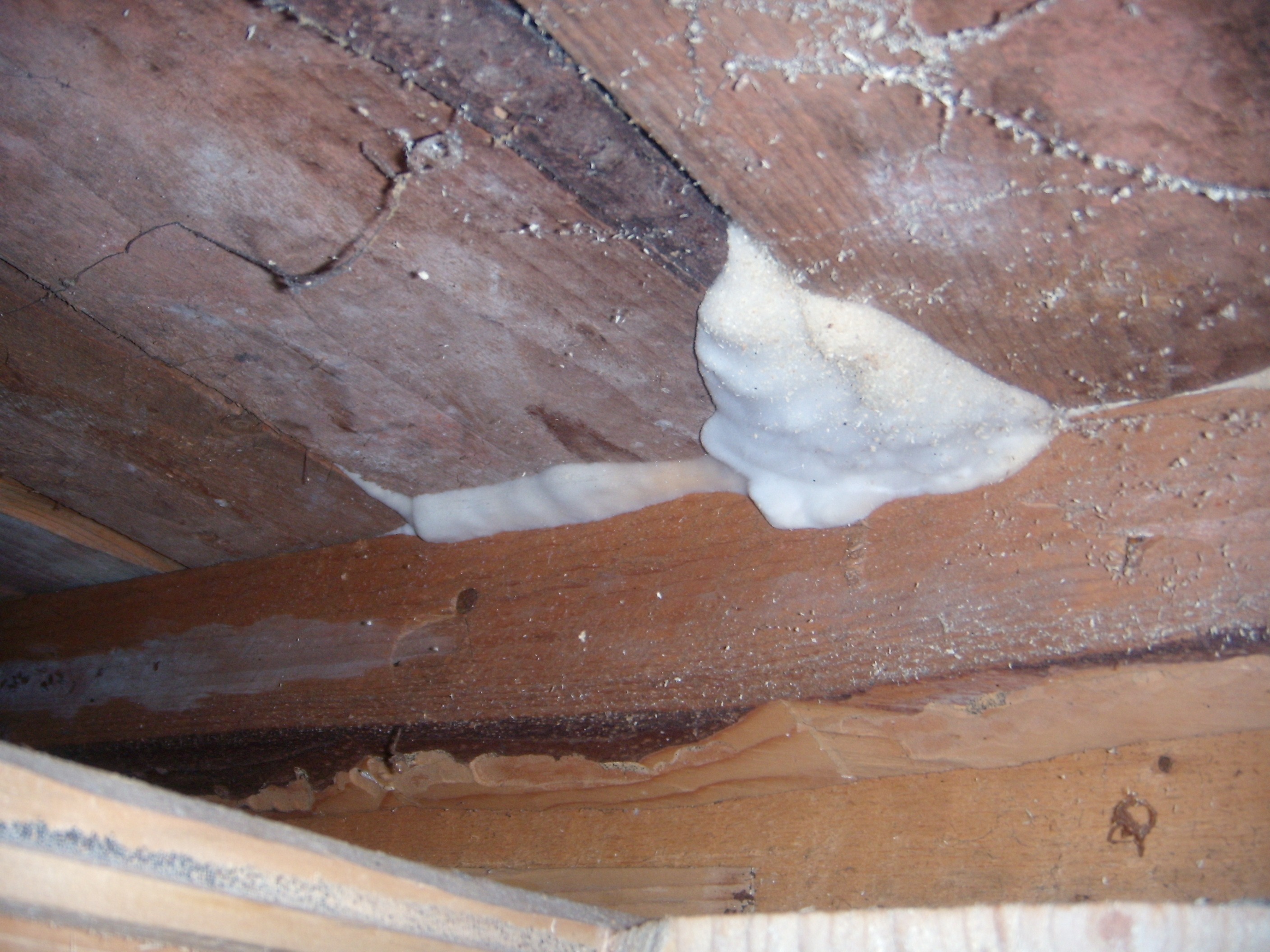
S. lacrymans tânăr
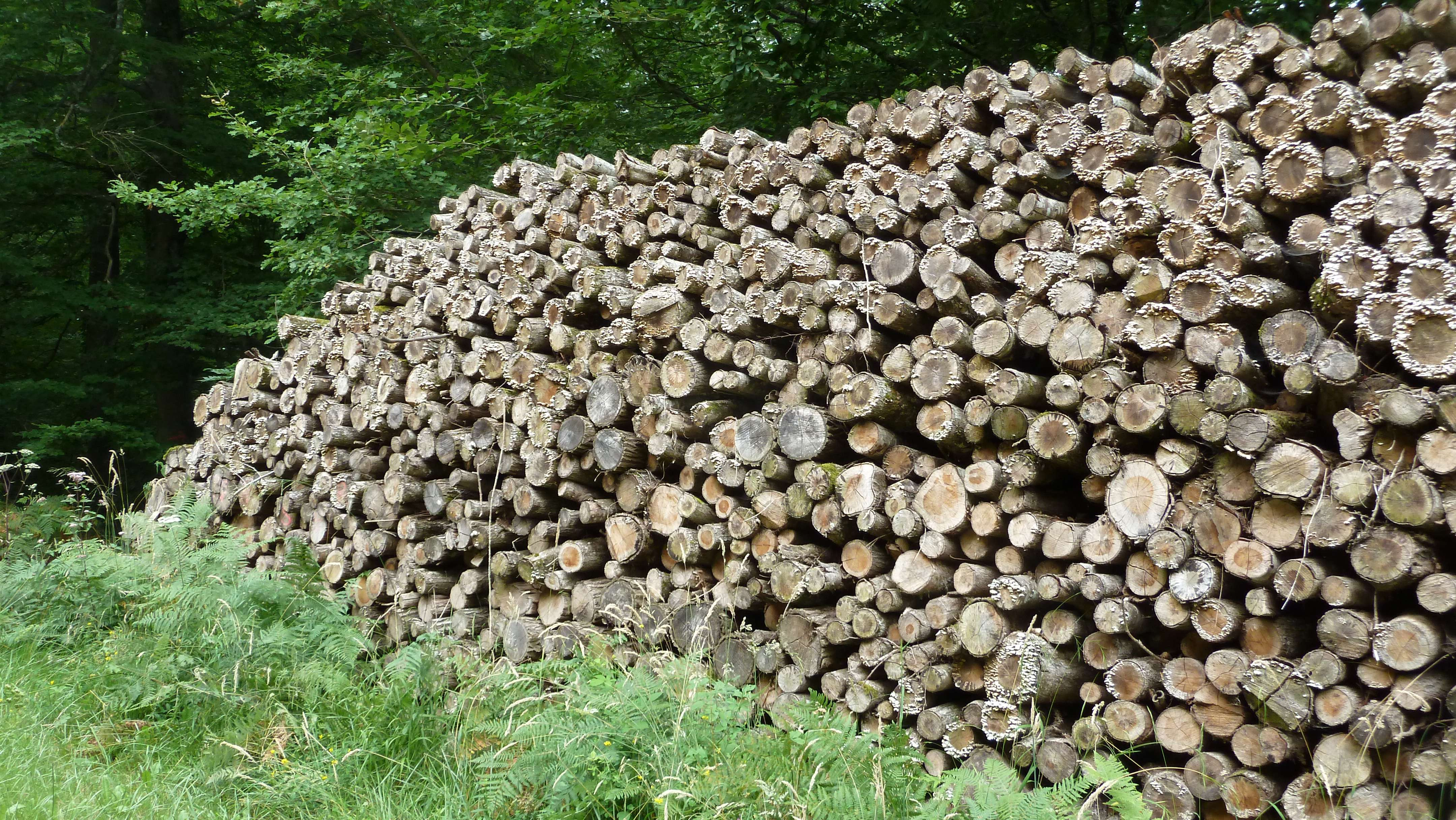
S. lacrymans pe bușteni
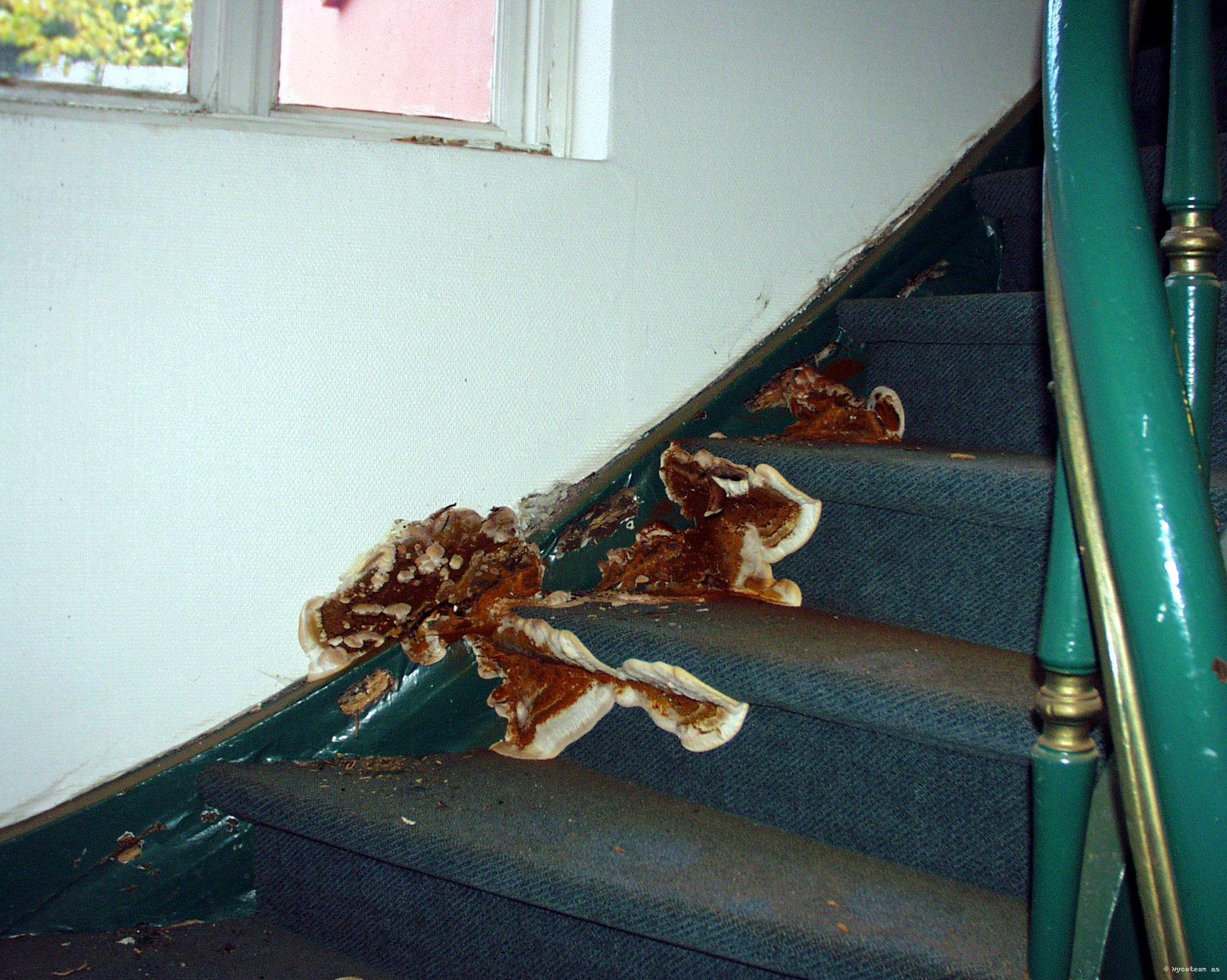
S. lacrymans în casă
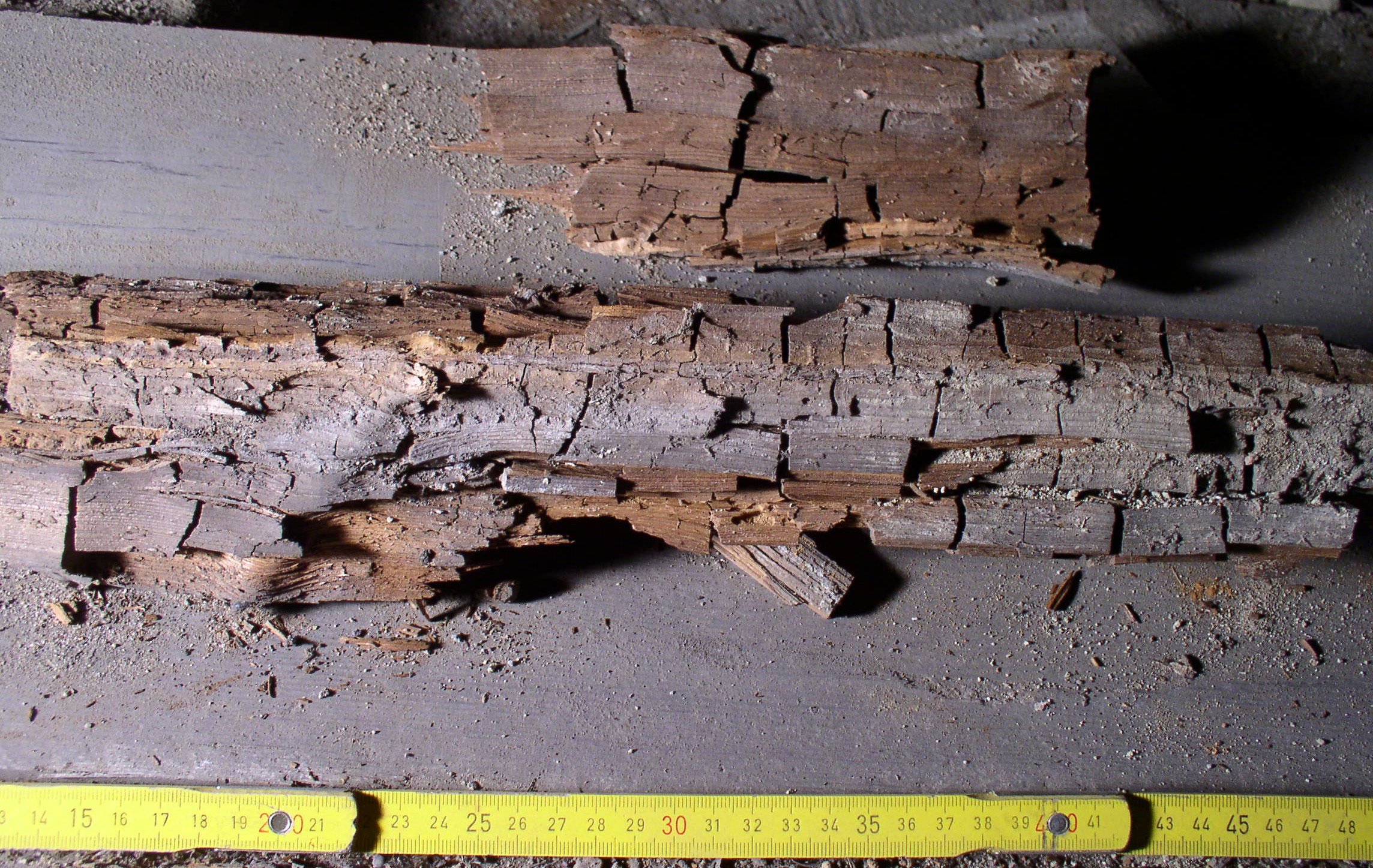
S. lacrymans, putregai brun
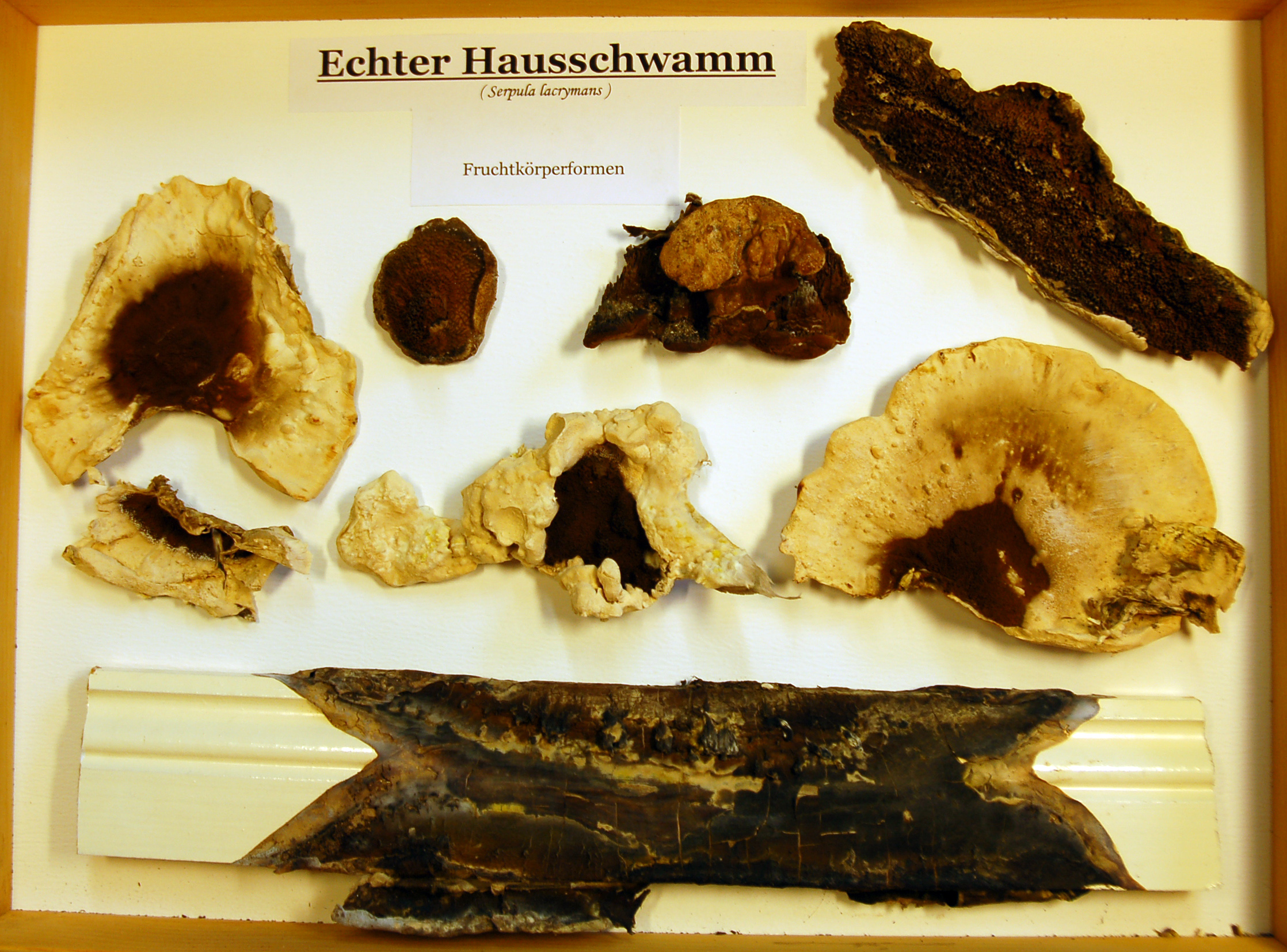
S. lacrymans, diverse forme

## Infestare și calități dăunătoare

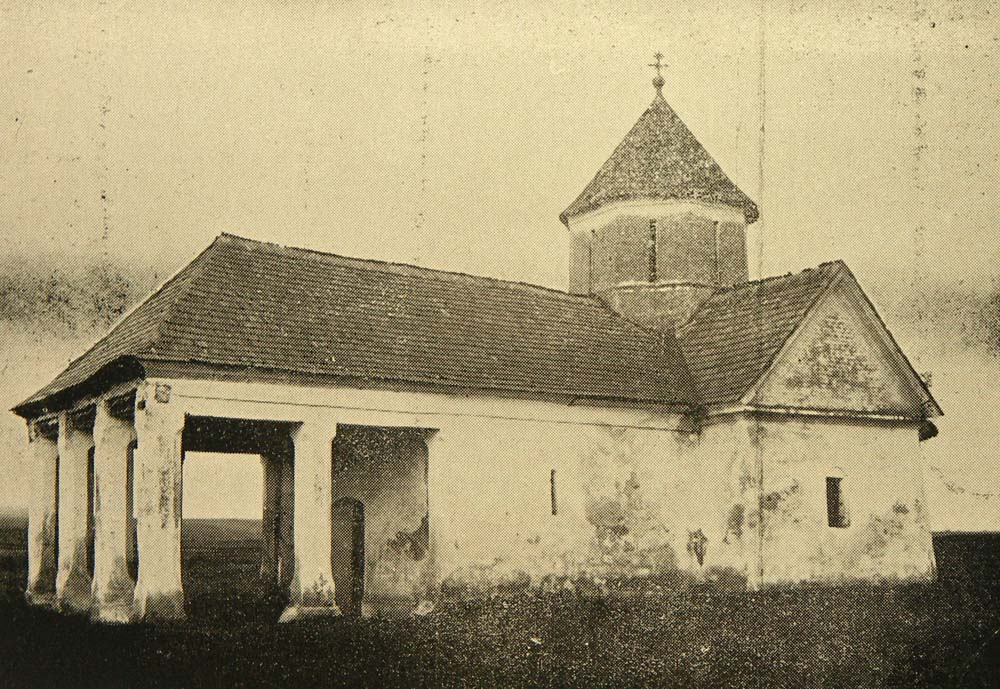
Biserica Săraca afectată

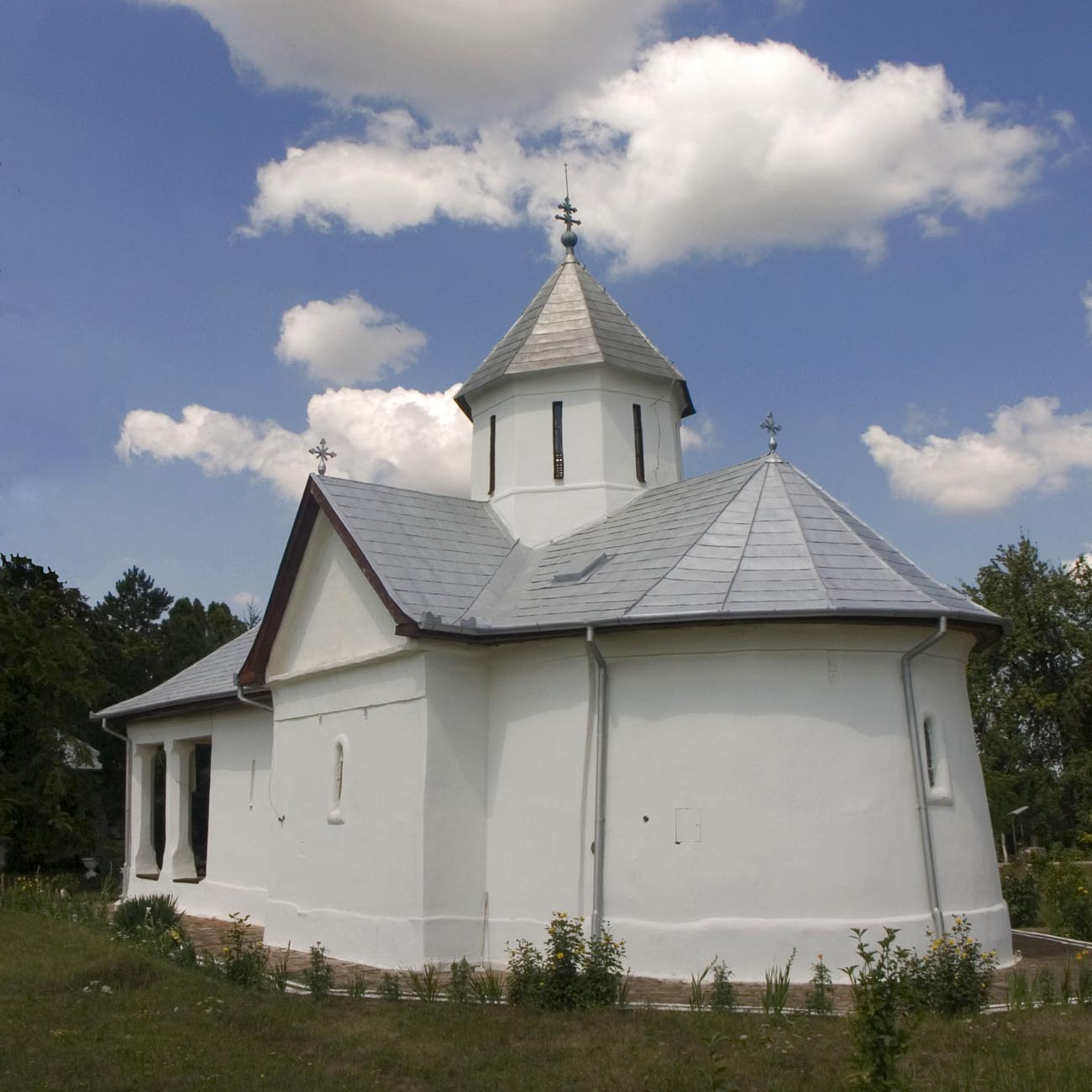
Biserica Săraca după renovare

Buretele de pivniță se dezvolta cu precădere în case construite în permanență sau parțial pe lemnul din construcții de rășinoase, dar poate să crească de asemenea pe cel de fag, chiar și de stejar. Atacul se extinde și la alte materiale celulozice cum ar fi pe dușumele, tocurile ușilor, cercevelele ferestrelor, scări, tavane din lemn, căpriorii acoperișurilor, hârtia sau materialele textile. Ciuperca, care crește foarte rapid, se extinde deseori și la zidărie, la tencuieli și poate penetra pereții la grosimi de peste 1,5 m. Canalele termice, conductorii electrici și izolațiile cu carton asfaltat constituie căi de propagare a acesteia. Dezvoltarea precum activitatea este sprijinită și stimulată primar prin condiții optime de umiditate (30-40 %), ventilație scăzută și lipsă de destul oxigen, fiind încurajată de întuneric și căldură de 22-24 °C. Apariția unei rețele de fire gri, asemănătoare unei pânze de păianjen, la suprafața lemnului semnalează deja afectarea respectivei esențe lemnoase. Din păcate, tocmai pentru ca e vorba de spații mai rar frecventate, puțini sunt atenți la acest aspect. Lemnul, odată atacat de buretele de casă, prezintă în sfârșit crăpături longitudinale si transversale caracteristice pentru  putregaiul brun.
Acest cel mai periculos burete pentru orice esență lemnoasă a provocat cele mai mar pagube in casele sau clădirile vechi din România. Cazuri celebre de infestare cu aceasta ciuperca sunt/au fost între multe altele chiliile Mănăstirii Agapia, Muzeul de Istorie din Huși (care stă închis de mulți ani deoarece nu s-a putut combate această ciupercă), bisericuța de la Proieni, unde s-au cununat Domnitorul Mihai Viteazul cu Doamna Stanca, biblioteca „Liviu Rebreanu” din Aiud sau biserica Mănăstirii Săraca, județul Timiș. Mai ales pe Valea Prahovei ciuperca cunoaște o mare răspândire.

## Măsuri de combatere

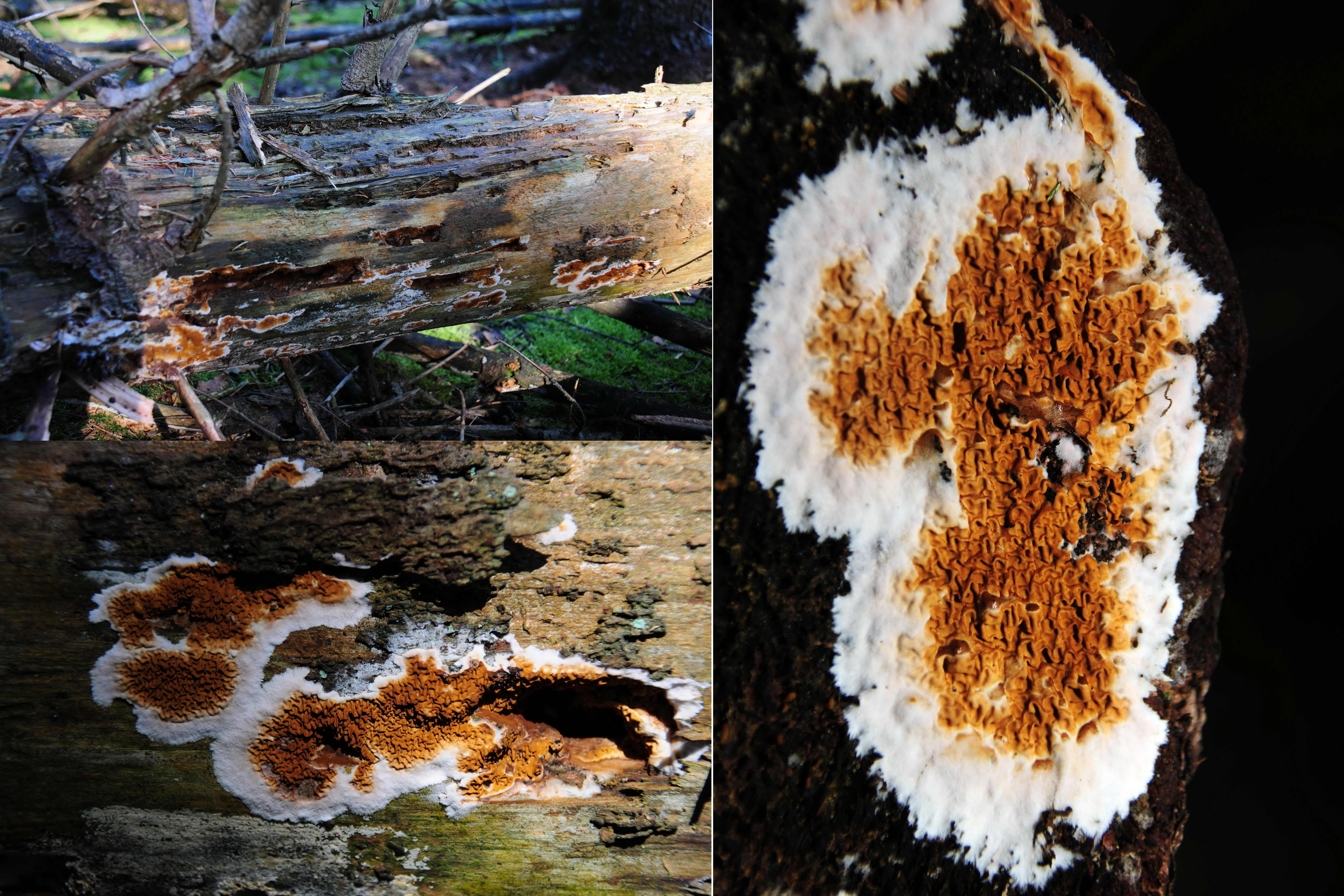
Serpula himantioides

Distrugerea acestui burete este foarte grea și dacă o casă este contaminată tare, procedurile de combatere sunt adesea fără succes.
Înainte de a începe cu procedurile, trebuie identificat focarul infecției, descoperite motivele ei precum precizată delimitarea contaminării (analiza limitelor infecției în toata clădirea și toate direcțiile). Apoi următoarele proceduri de protecție sunt posibile, dar acele sunt de realizat în mod necesar de către o firmă autorizată profesională (calificată):
- Se răzuiesc ciupercile până în cel mai mic detaliu de pe zidărie, se îndepărtează cu peria reziduurile, iar lemnul afectat se scoate și se arde.
- Trebuie eliminate sursele de umiditate din acest spațiu, iar dacă problemele sunt mai profunde locul va trebui reamenajat (dar nu înainte de eliminarea ciupercilor).
- Din cauză că această specie se dezvolta foarte bine tocmai în lipsa oxigenului, spațiul trebuie aerisit cu ajutorul unor ventilatoare puternice.
- Spațiul se încălzește prin radiatoare la o temperatură de cel puțin 50 °C peste mai mult timp (1-3 zile), cel mai bine în combinație cu ventilatoarele.
- În sfârșit se mai aplică un produs fungicid pe zonele afectate precum un perimetru mai larg împrejur. Atenție! Unele fungicide pot fi toxice și pentru om. Spațiile în care au fost făcute operațiunile, trebuie foarte bine aerisite, pentru a nu inhala emanațiile toxice.
- Renovarea trebuie să fie mereu însoțită de o drenare de zidărie și lemn de construcții și, prin urmare, va fi extensivă și scumpă. Reziduurile se vor transporta la locuri desemnate anume, unde vor fi îngropate chiar și în cazul în care s-a efectuat dezinfectarea acestora. Cărămizile rămase intacte for fi sparte, ca nu cumva să le adune cineva și să le folosească la construcție.

## Confuzii
Serpula lacrymans sin. Merulius lacrymans nu prea poate fi confundat cu alte soiuri de ciuperci, maximal cu „vărul” lui sălbatic Serpula himantioides care este ceva mai mic, dar asemănător de dăunător.